# Гайшин (Киевская область)
Гайшин (укр. Гайшин) — село, входит в Переяслав-Хмельницкий район Киевской области Украины.
Население по переписи 2001 года составляло 1134 человека. Почтовый индекс — 08412. Телефонный код — 4567.

## Местный совет
08450, Киевская обл., Переяслав-Хмельницкий район, с. Гайшин, ул. Покровская, 16